# Alpina (Schuhhersteller)
Alpina ist ein slowenischer Schuhhersteller, der 1947 gegründet wurde, nachdem sich mehrere private Schuhmacherwerkstätten mit langer Tradition in der Stadt Žiri zusammengeschlossen hatten. Alpina ist vorwiegend auf die Produktion von Berg- und Wanderstiefeln sowie Schuhe für Skilanglauf spezialisiert.

## Geschichte
Ursprünglich „Žiri Schuhfabrik“ genannt, wurde sie 1951 in 
„Alpina“ umbenannt. Im Jahr 1985 beschäftigte das Unternehmen fast 2000 Mitarbeiter. Alpina ist eine Aktiengesellschaft, in der rund 1000 Mitarbeiter jährlich über 1,7 Millionen Paar Schuhe und Stiefel produzieren. Der größte Teil der Produktion wird im Ausland unter eigenem Markennamen verkauft.
Derzeit produziert Alpina Sport- und Wintersportschuhe über ihre Tochtergesellschaft„Alpina Sports“. Zu den Produkten gehören Schneestiefel. Das Unternehmen produziert auch eine Reihe von Schuhen für verschiedene Zwecke, wie Oxford- und Derby-Schuhe, Plateauschuhe, Ballettschuhe und Sandalen.
Es besteht eine Kooperation mit der Universität Ljubljana im Bereich Forschung und Entwicklung von Sportschuhtechnologie.

## Vertrieb
Alpina ist der führende Hersteller von Langlaufschuhen mit einem Weltmarktanteil von 30 Prozent und stellt mehrere Langlauf- und Biathlon-Nationalmannschaften (Slowenien, Norwegen, Schweden, Italien und Kanada). Die Produkte werden in Länder exportiert, in denen der Skilanglauf sehr beliebt ist, darunter die Vereinigten Staaten, Deutschland, die Tschechische Republik, Österreich und Polen. Alpina hat auch sein Netz von Einzelhandelsgeschäften erweitert, vor allem in Südosteuropa.